# Груич, Мирка
Мирка Груич (серб. Мирка Грујић; 1869, Белград — 1940, там же) — сестра милосердия Армии Сербии в Первой мировой войне, председательница Круга сербских сестёр. Почётная первая придворная дама королевы Марии.

## Биография
Родилась в 1869 году в Белграде, одна из десяти детей Елены и Еврема Груичей, государственного деятеля Княжества Сербии. Была достаточно образованной и умной в своё время, владела пятью иностранными языками, рисовала и играла на клавесине. После смерти младшей сестры Милицы отказалась от появлений на публике, много времени проводила в своём доме. После начала Балканских войн и Первой мировой отправилась сестрой милосердия в сербскую армию.
С сербским войском Мирка участвовала в отступлении через Албанию, а после освобождения страны вернулась в Белград. Награждена медалью Милоша Обилича за храбрость. После войны возглавила Круг сербских сестёр, в котором ранее состояла. Провела 20 лет во главе Круга, борясь против бедности, болезней, беспризорности, помогала девушкам получать образование. По предложению королевы Марии стала первой почётной придворной дамой, присутствовала на всех официальных приёмах с участием королевской семьи.
Скончалась в Белграде в 1940 году.